# An Yong-mu
An Yong-mu (9 ottobre 1982) è un ex calciatore nordcoreano, di ruolo centrocampista.